# Ріом-Парсонц
Ріом-Парсонц (нім. Riom-Parsonz) — колишня громада в Швейцарії, в кантоні Граубюнден. Була утворена в 1979 р. шляхом злиття громад Парсонц та Ріом.
Входить до округу Альбула. Станом на 31 грудня 2013 р. населення громади становило 294 чол.. Офіційний код — 3536.

## Пам'ятки
- Замок в Ріомі, збудований близько 1275—1277 років.
- Інсталяція з 9 індивідуально спроєктованих бетонних колон висотою 2,7 м кожна, роздрукованих на будівельному фаббері[2] (виготовлені без опалубки в повну высоту за 2,5 години на основі 3D-друку).[3]

## Галерея

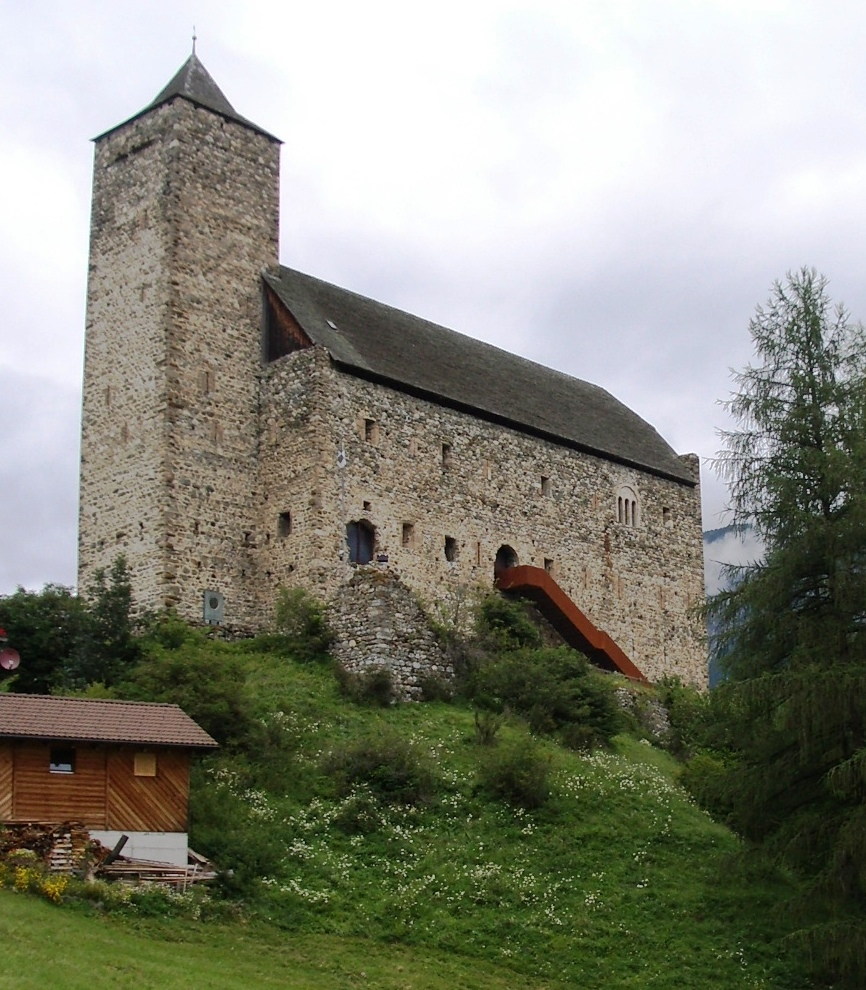
Замок в Ріомі
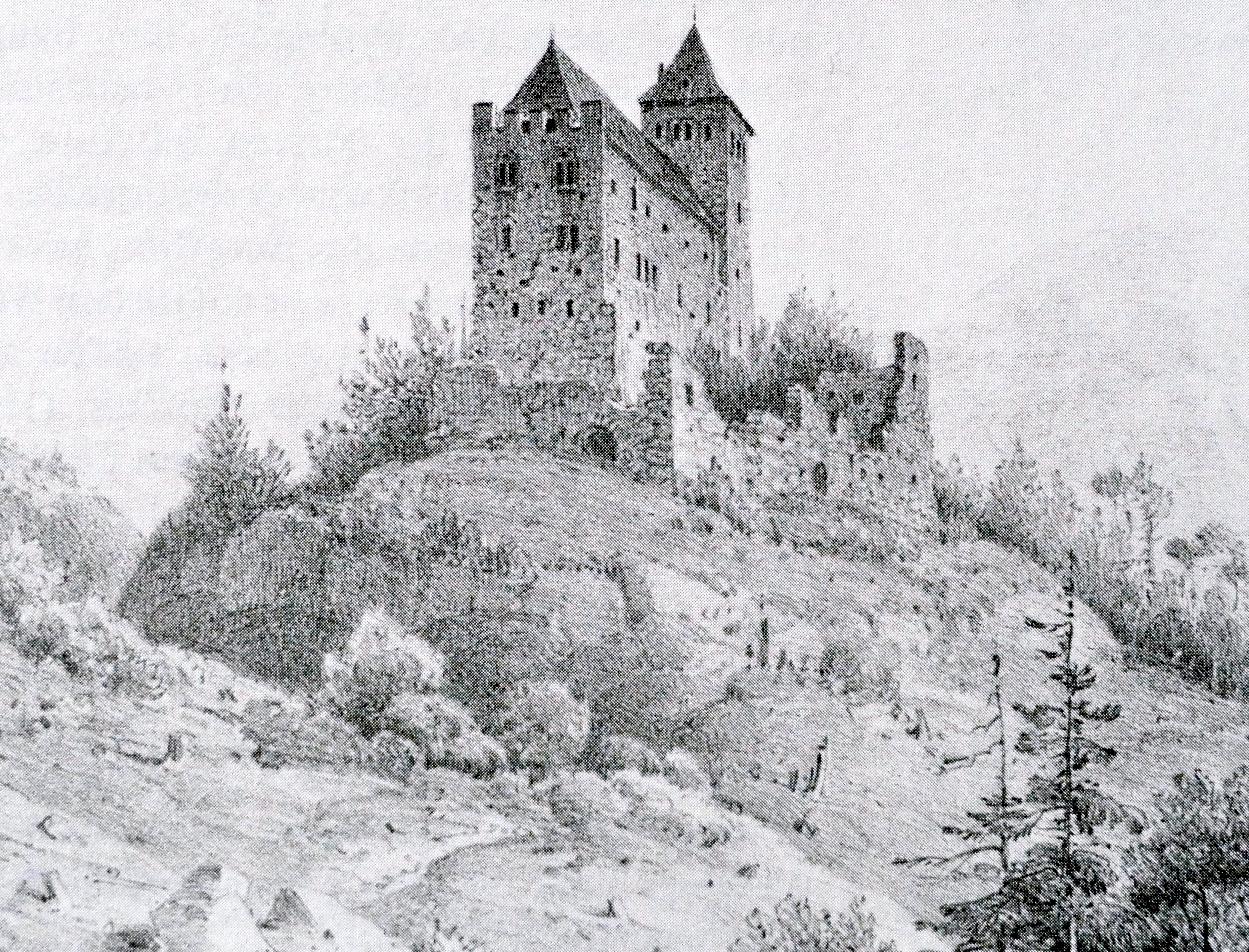
Вид на замок у 1800 роки
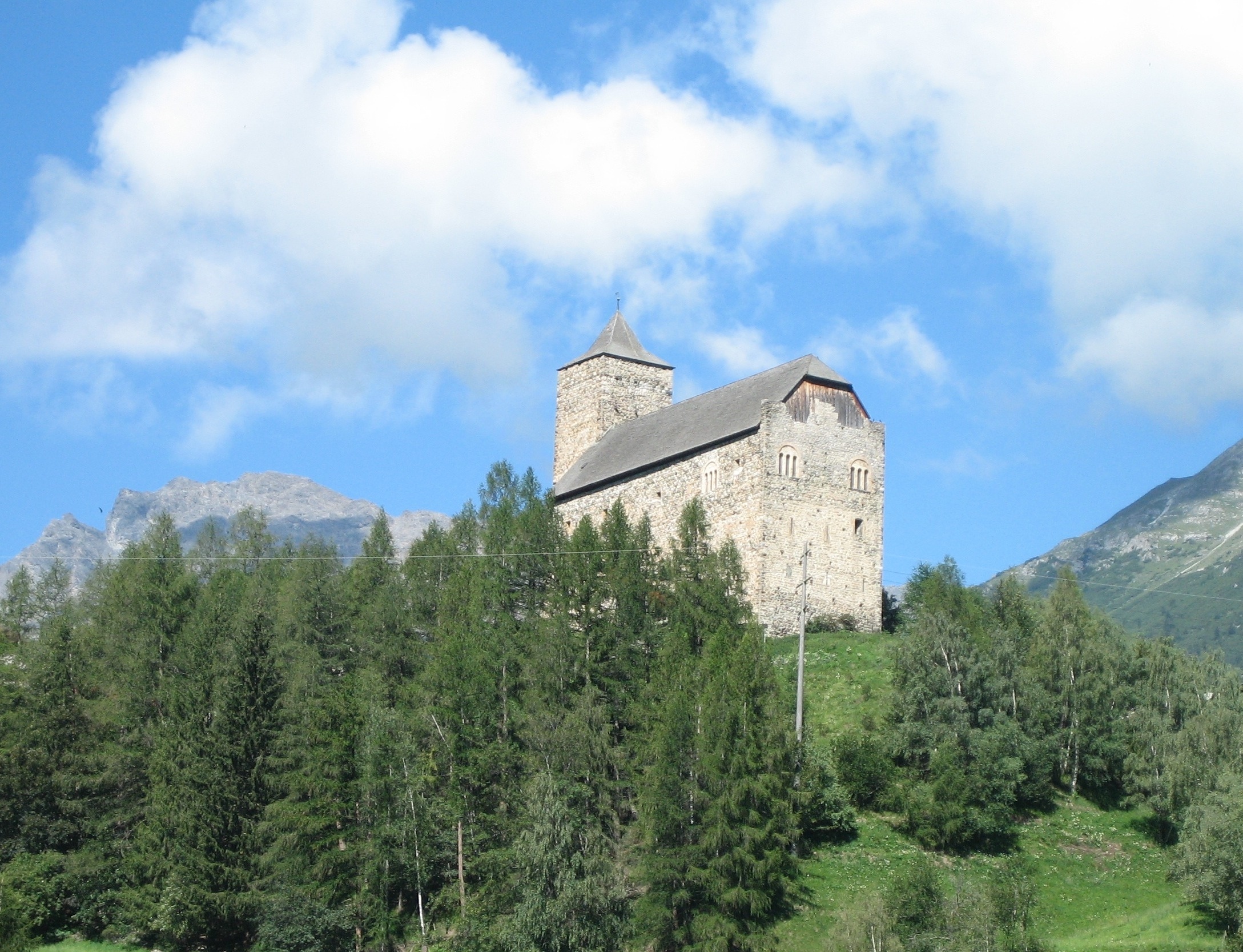
Вид на ріомський замок
- Політ над замком в Ріомі
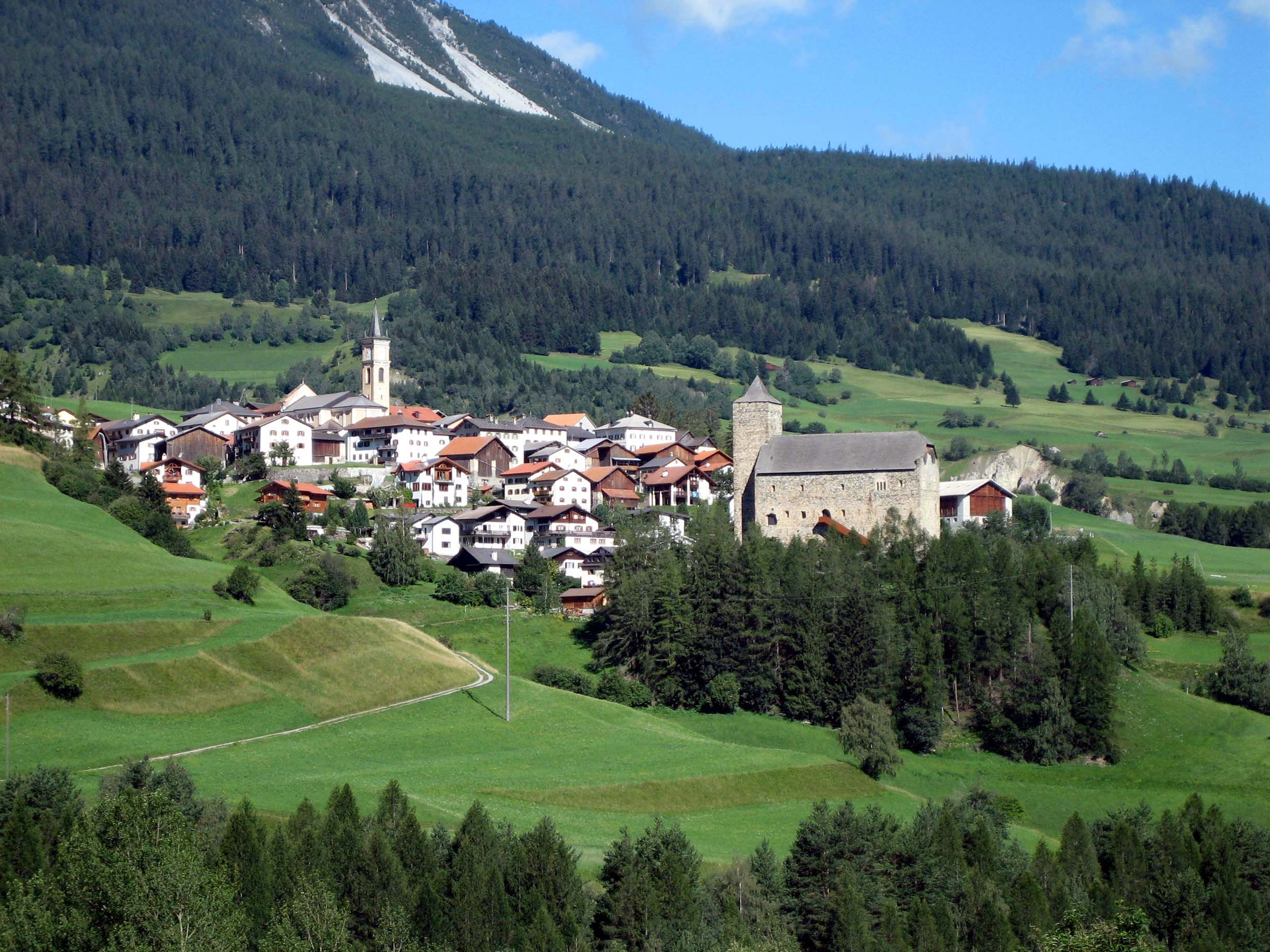
Ріом
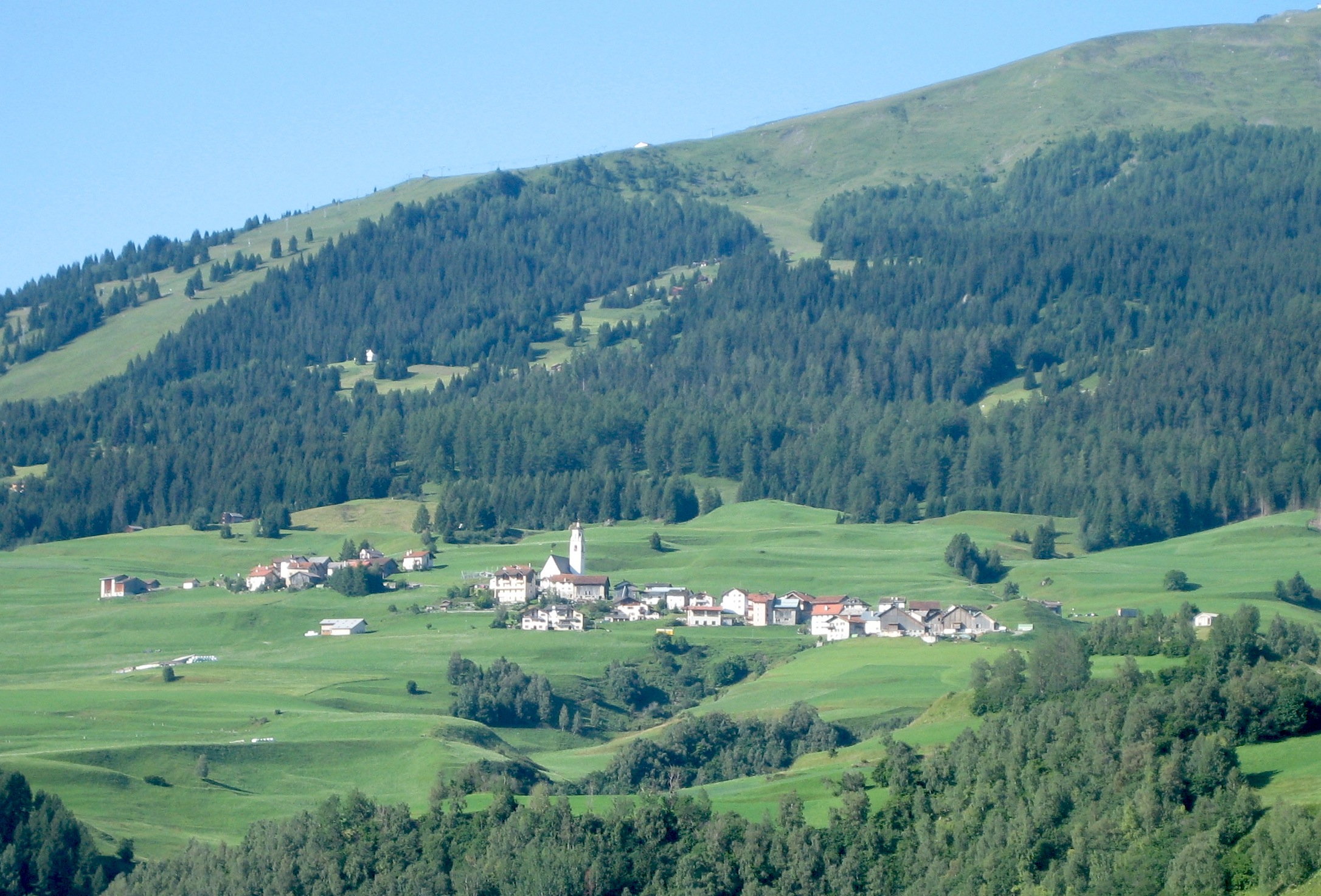
Парсонц
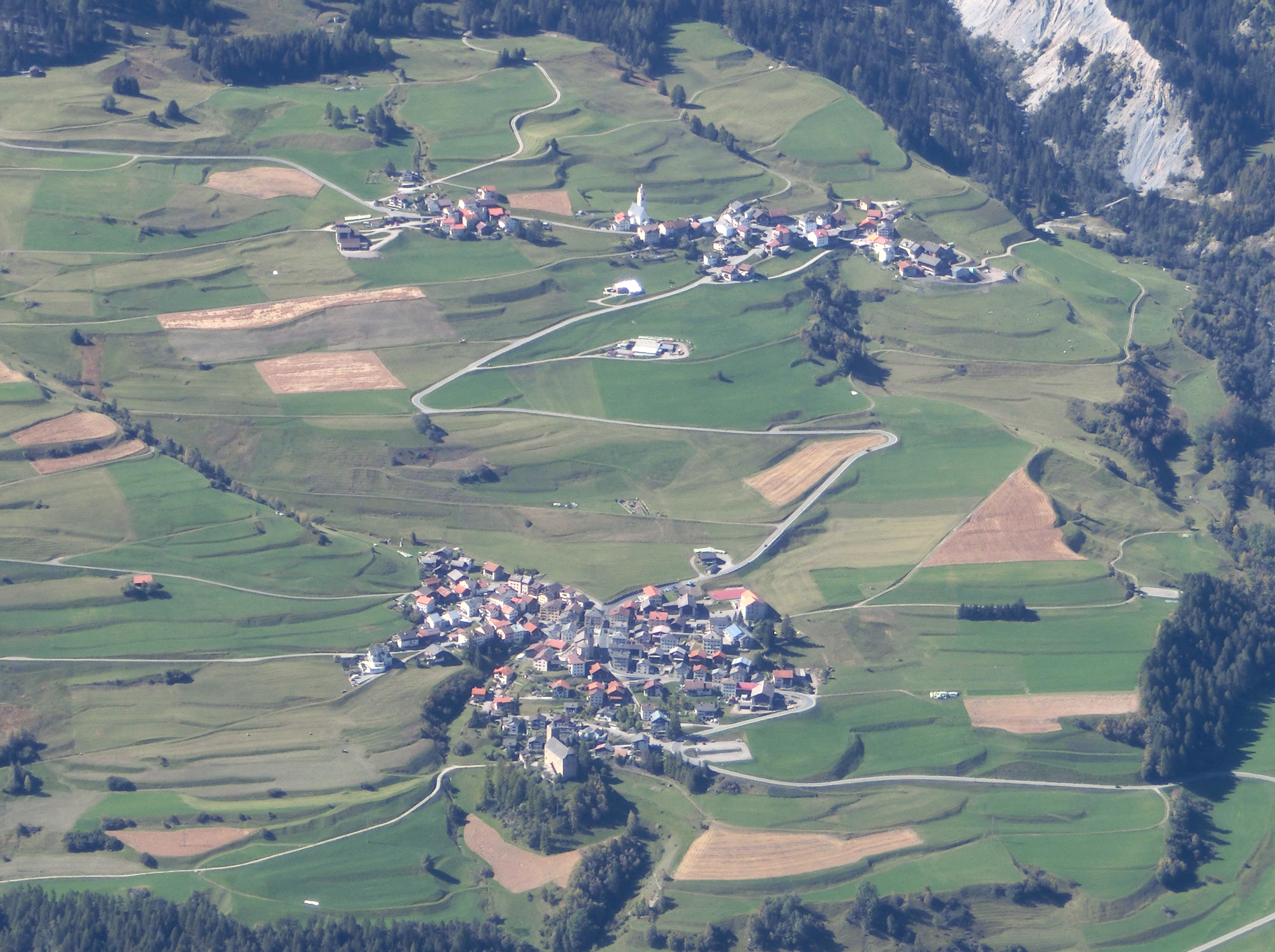
Ріом (внизу) та Парсонц (зверху)